# 16. slovenska narodnoosvobodilna brigada »Janko Premrl-Vojko«
16. slovenska narodnoosvobodilna brigada »Janko Premrl-Vojko« je bila slovenska partizanska brigada med drugo svetovno vojno. Poimenovana je bila po narodnem heroju Janku Premrlu-Vojku.

## Zgodovina
Brigada je bila ustanovljena septembra 1943 na podlagi enot Idrijskega odreda. Kot ustanovni dan se šteje 26. september 1943, ko so se vse enote prvič zbrale.
Ob ustanovitvi je brigada imela okoli 500 mož, do novembra istega leta se je število skoraj podvojilo (na 950).

## Poveljstvo
Poveljnik
- Milan Tominec: 23. september 1943 - 19. januar 1944
- Jože Avsec-Čapajev: 19. januar - 8. februar 1944
- Albin Drolc-Krtina: 9. februar - 6. maj 1944
- Oton Vrhunec: 6. maj - 20. maj 1944
- Jože Mihevc-Rudar: 20. maj - 20. junij 1944
- Stanko Petelin: 23. junij - 3. september 1944
- Franc Nemgar: 3. september - 19. december 1944
- Ferdo Tolar-Mirko: 25. december 1944 - 14. marec 1945
- Rudolf Griželj-Vardar: 14. marec - 28. marec 1945
- Dušan Vukadinović: 28. marec 1945 ->

Politični komisar
- Henrik Zdešar: 23. september - 8. november 1943
- Vinko Šumrada-Radoš: 8. november 1943 - 8. januar 1944
- Jože Kuk-Branko: 8. januar - 3. september 1944
- Jože Čerin: 8. september - 12. december 1944
- Jože Lenart: 12. december 1944 - 20. marec 1945
- Jože Berce-Rudi: 20. marec 1945 ->

Namestnik poveljnika
- Oton Vrhunec: 23. september 1943 - 3. februar 1944
- Franc Jernejc-Milče: 3. februar - 22. marec 1944
- Franc Nemgar: 15. april - 20. maj 1944
- Mirko Dukić: 20. maj - 3. september 1944
- Ferdo Tolar-Mirko: 3. september - 20. september 1944

Namestnik političnega komisarja
- Oton Vrhunec: 23.september - 6. oktober 1943
- Avgust Jereb-Rok: 6. oktober - 10. november 1943
- Anton Milič-Marko: 10. november 1943 - 3. januar 1944
- Petar Alfirević-Pero: 8. januar - marec 1944
- Jaroslav Čihak-Jaroš: marec 1944
- Miran Bartok: april 1944 - 25. maj 1944
- Ivan Puntar-Gubec: 25. maj - september 1944
- Radovan Dolenc-Perun: september 1944 - 8. oktober 1944
- Jože Sagadin: 8. oktober 1944 ->

Načelnik štaba
- Jože Avsec-Čapajev: 28. december 1943 - 19. januar 1944
- Oton Vrhunec: februar 1944 - marec 1944
- Anton Bavec-Cene: 15. marec - 6. maj 1944
- Mirko Dukić: 6. maj - 20. maj 1944
- Anton Bavec-Cene: maj 1944 - 3. september 1944
- Ljubo Nenezić: 2. september - 20. september 1944
- Ferdo Tolar-Mirko: 20. september - 25.december 1944
- Pavle Kogej: 25. december 1944 ->

## Organizacija
september 1943
- štab
- 1. bataljon
- 2. bataljon
- 3. bataljon

oktober 1943
- štab
- 1. bataljon
- 2. bataljon
- 3. bataljon
- težka četa (1-2 protitankovska topova, 6 težkih minometov)

november 1943
- štab
- 1. bataljon
- 2. bataljon
- 3. bataljon
- 4. bataljon
- težka četa (1-2 protitankovska topova, 6 težkih minometov)

november 1944
- štab
- 1. bataljon
- 2. bataljon
- 3. bataljon
- težka četa (1-2 protitankovska topova, 6 težkih minometov)
- inženirski vod
- komunikacijski vod